# 洪堡 (圖爾高州)

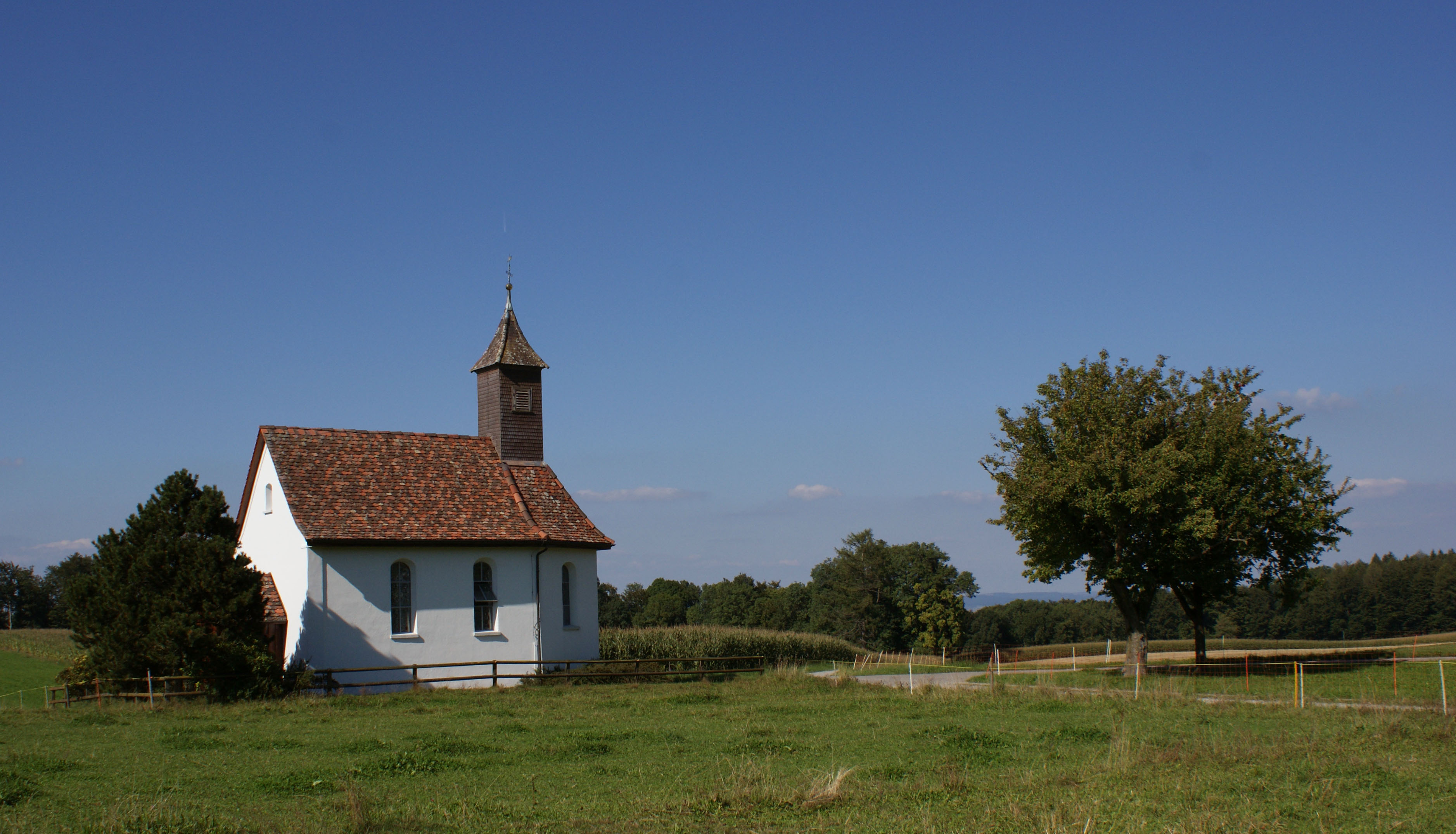

洪堡是瑞士的城鎮，位於該國東北部，由圖爾高州負責管轄，面積24.15平方公里，海拔高度591米，2012年人口1,471，四成半人口信奉基督教，人口密度每平方公里61人。